# Jacob Lekgetho
Jacob Bobo Lekgetho (Soweto, 1974. március 24. – Johannesburg, 2008. szeptember 9.) Dél-afrikai válogatott labdarúgó.
A Dél-afrikai Köztársaság válogatott tagjaként részt vett a 2002-es világbajnokságon és a 2004-es afrikai nemzetek kupáján.
Hosszan tartó betegség után (AIDS) 34 éves korában hunyt el.

## Sikerei, díjai
Lokomotyiv Moszkva
- Orosz bajnok (2): 2002, 2004
- Orosz szuperkupagyőztes (1): 2003